# Carl Svedelius (justitieråd)
Carl Frithiof Svedelius, född 1 juni 1828 i Stockholm, död där 17 januari 1916, var en svensk jurist. Han var far till Arvid och Nils Svedelius samt farbror till Carl Svedelius.
Svedelius avlade juris utriusque kandidatexamen vid Uppsala universitet 1855. Han tjänstgjorde under Svea hovrätt samt utnämndes till vice häradshövding 1858, blev assessor i Hovrätten över Skåne och Blekinge 1862, revisionssekreterare 1866 och – efter att ha förvaltat bland annat justitiekanslers- och justitieombudsmannaämbetena – justitieråd 1874. Han förordnades 1884 till ledamot i förstärkta lagberedningen, promoverades 1893 till juris utriusque hedersdoktor i Uppsala och lämnade samma år statstjänsten. Svedelius gravsattes 22 januari 1916 på Norra begravningsplatsen i Solna.

## Utmärkelser
- Riddare av Nordstjärneorden, 1869.[5]
- Kommendör av första klassen av Nordstjärneorden, 1 december 1877.[6]
- Kommendör med stora korset av Nordstjärneorden, 1 december 1885.[7]